# ۴۰ ارابه‌ران
۴۰ ارابه‌ران یک ستاره است که در صورت فلکی ارابه‌ران قرار دارد.